# Haapasaari (ö i Birkaland, Övre Birkaland, lat 62,10, long 24,58)
Haapasaari är en ö i Finland. Den ligger i sjön Keurusselkä och i kommunen Mänttä-Filpula i den ekonomiska regionen  Övre Birkalands ekonomiska region  och landskapet Birkaland, i den södra delen av landet, 220 km norr om huvudstaden Helsingfors. Öns area är 12,8 hektar och dess största längd är 1 kilometer i nord-sydlig riktning.